# Олужна
Олужна (пол. Ołużna, нім. Seefeld) — село в Польщі, у гміні Ґосьцино Колобжезького повіту Західнопоморського воєводства.
Населення — 243 особи (2011).

## Демографія
Демографічна структура станом на 31 березня 2011 року:
|          | Загалом | Допрацездатний вік | Працездатний вік | Постпрацездатний вік |
| -------- | ------- | ------------------ | ---------------- | -------------------- |
| Чоловіки | 128     | 25                 | 89               | 14                   |
| Жінки    | 115     | 24                 | 66               | 25                   |
| Разом    | 243     | 49                 | 155              | 39                   |